# Edward Colston
Edward Colston (ur. 2 listopada 1636 w Bristolu, zm. 11 października 1721 w Mortlake) – brytyjski kupiec, handlarz niewolnikami, polityk i filantrop.

## Życiorys
Urodził się w zamożnej rodzinie kupieckiej, związanej z Bristolem od końca XIII wieku, która podczas angielskiej wojny domowej (1642–1651), przeniosła się do Londynu. Tam też w 1654 roku Colston podjął naukę w gildii kupców bławatnych (Worshipful Company of Mercers), a osiemnaście lat później rozpoczął działalność kupiecką. Dorobił się w dużej mierze dzięki handlowi niewolnikami, w szczytowym okresie posiadał ponad czterdzieści statków. Od 1680 roku był członkiem Królewskiej Kompanii Afrykańskiej (Royal African Company), mającej monopol na handel w Afryce Zachodniej, w znacznej mierze – niewolnikami. W latach 1689–1690 piastował stanowisko jej wicedyrektora. Szacuje się, że na jego statkach z Afryki do kolonii w Ameryce i na Karaibach wywiezionych zostało 80-100 tys. ludzi. Colston na handlu niewolnikami zdobył fortunę, którą następnie przeznaczył na rozwój przedsiębiorstwa zajmującego się pożyczkami.
W późniejszych latach podjął działalność filantropijną, fundując szkoły, przytułki dla ubogich, kościoły i szpitale, wiele z nich w rodzinnym Bristolu, gdzie przez długi czas uznawany był za jednego z najbardziej zasłużonych dla miasta. W latach 1710–1713 Colston zasiadał w Izbie Gmin, reprezentując okręg wyborczy Bristol. 
Sam Colston nigdy nie zamieszkał w Bristolu. W 1689 roku nabył rezydencję w Mortlake, w hrabstwie Surrey, nieopodal Londynu. Tam też zmarł w 1721 roku. Pochowany został w kościele Wszystkich Świętych (All Saints' Church) w Bristolu.

## Upamiętnienie
W 1895 roku w Bristolu wzniesiono pomnik upamiętniający Colstona. W momencie budowy pomnika nie uznawano handlu niewolnikami za ważną część jego życiorysu. Pomnik i postać Colstona zaczęła budzić kontrowersje w latach 90. XX wieku. W 2018 roku miasto zaktualizowało tablicę pod pomnikiem przypominając o handlu niewolnikami. W 2020 roku pomnik Colstona został zrzucony z postumentu i wrzucony do rzeki przez protestujących identyfikujących się z ruchem Black Lives Matter. Pokryty graffiti pomnik został następnie umieszczony w muzeum w Bristolu na wystawie, gdzie zamieszczone są również transparenty protestujących.